# Aleš Matějů
Aleš Matějů (Příbram, 3 giugno 1996) è un calciatore ceco, difensore dello Spezia e della nazionale ceca.

## Caratteristiche tecniche
Terzino destro, che grazie alla sua duttilità può agire su entrambe le fasce, all'occorrenza può essere schierato anche come difensore centrale.

## Carriera

### Club
Matějů ha debuttato nella massima serie ceca, il 30 agosto 2014, con la maglia del Příbram nella partita persa 3-2 in trasferta contro lo Slovacko. Passa poi nell'estate 2015, ai connazionali del Viktoria Plzeň diventando parte integrante della squadra, aiutando inoltre il Plzeň a vincere il titolo in campionato.
Il 4 agosto 2017 passa al Brighton società neo-promossa in Premier League con il quale firma un contratto triennale, andando a militare nella squadra riserve del club inglese, tuttavia gioca anche due partite in prima squadra tra l'agosto e il settembre dello stesso anno, in English Football League Cup.
Il 12 luglio 2018 viene girato in prestito con diritto di riscatto al Brescia società di Serie B italiana. Il 1º maggio 2019, con la vittoria per 1-0 in casa contro l'Ascoli, conquista matematicamente la promozione in Serie A. Il 2 luglio seguente viene riscattato dalle rondinelle. Debutta in massima serie il 31 agosto 2020 nella sconfitta per 1-0 a San Siro contro il Milan.
Il 31 dicembre 2021 rescinde il suo contratto con le rondinelle. Resta svincolato sino al 10 febbraio 2022, giorno in cui firma per il Venezia.
Il 26 agosto 2022, passa a titolo definitivo al Palermo, neo-promosso in Serie B.
Il 24 gennaio 2024, viene acquistato a titolo definitivo dallo Spezia, sempre nel campionato cadetto, con cui firma un contratto valido fino al termine della stagione, con obbligo di rinnovo in caso di salvezza. Il 3 marzo segna la sua prima rete con i liguri nella partita in casa del Bari, pareggiata per 1-1.

### Nazionale
Compie tutta la trafila delle nazionali giovanili ceche. Dal 2015 al 2018, ha militato nella nazionale Under-21 ceca.
Il 28 agosto 2020 viene convocato per la prima volta in Nazionale maggiore, in sostituzione dell'infortunato Filip Novák.

## Statistiche

### Presenze e reti nei club
Statistiche aggiornate al 29 ottobre 2024.
| Stagione              | Squadra               | Campionato            | Campionato | Campionato | Coppe nazionali | Coppe nazionali | Coppe nazionali | Coppe continentali | Coppe continentali | Coppe continentali | Altre coppe | Altre coppe | Altre coppe | Totale | Totale |
| Stagione              | Squadra               | Comp                  | Pres       | Reti       | Comp            | Pres            | Reti            | Comp               | Pres               | Reti               | Comp        | Pres        | Reti        | Pres   | Reti   |
| --------------------- | --------------------- | --------------------- | ---------- | ---------- | --------------- | --------------- | --------------- | ------------------ | ------------------ | ------------------ | ----------- | ----------- | ----------- | ------ | ------ |
| 2014-2015             | Příbram               | 1.L                   | 15         | 1          | CRC             | 0               | 0               | -                  | -                  | -                  | -           | -           | -           | 15     | 1      |
| 2015-2016             | Viktoria Plzeň        | 1.L                   | 17         | 0          | CRC             | 6               | 1               | UEL                | 2                  | 0                  | -           | -           | -           | 25     | 1      |
| 2016-2017             | Viktoria Plzeň        | 1.L                   | 18         | 0          | CRC             | 1               | 0               | UCL+UEL            | 4+3                | 1+0                | -           | -           | -           | 26     | 1      |
| Totale Viktoria Plzeň | Totale Viktoria Plzeň | Totale Viktoria Plzeň | 35         | 0          |                 | 7               | 1               |                    | 9                  | 1                  |             | -           | -           | 51     | 2      |
| 2017-2018             | Brighton              | PL                    | 0          | 0          | FA+CdL          | 0+2             | 0               | -                  | -                  | -                  | -           | -           | -           | 2      | 0      |
| 2018-2019             | Brescia               | B                     | 22         | 0          | CI              | 1               | 0               | -                  | -                  | -                  | -           | -           | -           | 23     | 0      |
| 2019-2020             | Brescia               | A                     | 31         | 0          | CI              | 1               | 0               | -                  | -                  | -                  | -           | -           | -           | 32     | 0      |
| 2020-2021             | Brescia               | B                     | 26         | 1          | CI              | 1               | 0               | -                  | -                  | -                  | -           | -           | -           | 27     | 1      |
| 2021-gen. 2022        | Brescia               | B                     | 17         | 0          | CI              | 1               | 0               | -                  | -                  | -                  | -           | -           | -           | 18     | 0      |
| Totale Brescia        | Totale Brescia        | Totale Brescia        | 96         | 1          |                 | 4               | 0               |                    | -                  | -                  |             | -           | -           | 100    | 1      |
| gen.-giu. 2022        | Venezia               | A                     | 9          | 0          | CI              | -               | -               | -                  | -                  | -                  | -           | -           | -           | 9      | 0      |
| 2022-2023             | Palermo               | B                     | 33         | 0          | CI              | 0               | 0               | -                  | -                  | -                  | -           | -           | -           | 33     | 0      |
| 2023-gen. 2024        | Palermo               | B                     | 17         | 0          | CI              | 1               | 0               | -                  | -                  | -                  | -           | -           | -           | 18     | 0      |
| Totale Palermo        | Totale Palermo        | Totale Palermo        | 50         | 0          |                 | 1               | 0               |                    | -                  | -                  |             | -           | -           | 51     | 0      |
| gen.-giu. 2024        | Spezia                | B                     | 17         | 1          | CI              | -               | -               | -                  | -                  | -                  | -           | -           | -           | 17     | 1      |
| 2024-2025             | Spezia                | B                     | 10         | 0          | CI              | 1               | 0               | -                  | -                  | -                  | -           | -           | -           | 11     | 0      |
| Totale Spezia         | Totale Spezia         | Totale Spezia         | 27         | 1          |                 | 1               | 0               |                    | -                  | -                  |             | -           | -           | 28     | 1      |
| Totale carriera       | Totale carriera       | Totale carriera       | 232        | 3          |                 | 15              | 1               |                    | 9                  | 1                  |             | -           | -           | 256    | 5      |

### Cronologia presenze e reti in nazionale
| Cronologia completa delle presenze e delle reti in nazionale ― Rep. Ceca | Cronologia completa delle presenze e delle reti in nazionale ― Rep. Ceca | Cronologia completa delle presenze e delle reti in nazionale ― Rep. Ceca | Cronologia completa delle presenze e delle reti in nazionale ― Rep. Ceca | Cronologia completa delle presenze e delle reti in nazionale ― Rep. Ceca | Cronologia completa delle presenze e delle reti in nazionale ― Rep. Ceca | Cronologia completa delle presenze e delle reti in nazionale ― Rep. Ceca | Cronologia completa delle presenze e delle reti in nazionale ― Rep. Ceca |
| Data                                                                     | Città                                                                    | In casa                                                                  | Risultato                                                                | Ospiti                                                                   | Competizione                                                             | Reti                                                                     | Note                                                                     |
| ------------------------------------------------------------------------ | ------------------------------------------------------------------------ | ------------------------------------------------------------------------ | ------------------------------------------------------------------------ | ------------------------------------------------------------------------ | ------------------------------------------------------------------------ | ------------------------------------------------------------------------ | ------------------------------------------------------------------------ |
| 7-10-2020                                                                | Larnaca                                                                  | Cipro                                                                    | 1 – 2                                                                    | Rep. Ceca                                                                | Amichevole                                                               | -                                                                        | 62’                                                                      |
| 11-11-2020                                                               | Berlino                                                                  | Germania                                                                 | 1 – 0                                                                    | Rep. Ceca                                                                | Amichevole                                                               | -                                                                        | 69’                                                                      |
| 15-11-2020                                                               | Plzeň                                                                    | Rep. Ceca                                                                | 1 – 0                                                                    | Israele                                                                  | UEFA Nations League 2020-2021 - 1º turno                                 | -                                                                        |                                                                          |
| 18-11-2020                                                               | Plzeň                                                                    | Rep. Ceca                                                                | 2 – 0                                                                    | Slovacchia                                                               | UEFA Nations League 2020-2021 - 1º turno                                 | -                                                                        |                                                                          |
| 2-9-2021                                                                 | Ostrava                                                                  | Rep. Ceca                                                                | 1 – 0                                                                    | Bielorussia                                                              | Qual. Mondiali 2022                                                      | -                                                                        |                                                                          |
| 5-9-2021                                                                 | Bruxelles                                                                | Belgio                                                                   | 3 – 0                                                                    | Rep. Ceca                                                                | Qual. Mondiali 2022                                                      | -                                                                        |                                                                          |
| 8-9-2021                                                                 | Plzeň                                                                    | Rep. Ceca                                                                | 1 – 1                                                                    | Ucraina                                                                  | Amichevole                                                               | -                                                                        | 46’                                                                      |
| 8-10-2021                                                                | Praga                                                                    | Rep. Ceca                                                                | 2 – 2                                                                    | Galles                                                                   | Qual. Mondiali 2022                                                      | -                                                                        |                                                                          |
| 11-10-2021                                                               | Kazan'                                                                   | Bielorussia                                                              | 0 – 2                                                                    | Rep. Ceca                                                                | Qual. Mondiali 2022                                                      | -                                                                        |                                                                          |
| 11-11-2021                                                               | Olomouc                                                                  | Rep. Ceca                                                                | 7 – 0                                                                    | Kuwait                                                                   | Amichevole                                                               | -                                                                        | 46’                                                                      |
| 24-3-2022                                                                | Solna                                                                    | Svezia                                                                   | 1 – 0 dts                                                                | Rep. Ceca                                                                | Qual. Mondiali 2022                                                      | -                                                                        | 76’ 90+3’                                                                |
| 2-6-2022                                                                 | Praga                                                                    | Rep. Ceca                                                                | 2 – 1                                                                    | Svizzera                                                                 | UEFA Nations League 2022-2023 - 1º turno                                 | -                                                                        | 87’                                                                      |
| 5-6-2022                                                                 | Praga                                                                    | Rep. Ceca                                                                | 2 – 2                                                                    | Spagna                                                                   | UEFA Nations League 2022-2023 - 1º turno                                 | -                                                                        |                                                                          |
| 9-6-2022                                                                 | Lisbona                                                                  | Portogallo                                                               | 2 – 0                                                                    | Rep. Ceca                                                                | UEFA Nations League 2022-2023 - 1º turno                                 | -                                                                        | 35’ 80’                                                                  |
| 19-11-2022                                                               | Gaziantep                                                                | Turchia                                                                  | 2 – 1                                                                    | Rep. Ceca                                                                | Amichevole                                                               | -                                                                        | 90+1’                                                                    |
| Totale                                                                   |                                                                          | Presenze                                                                 | 15                                                                       |                                                                          | Reti                                                                     | 0                                                                        |                                                                          |

## Palmarès

### Club

#### Competizioni nazionali
- Campionato ceco: 1

Viktoria Plzeň: 2015-2016
- Český Superpohár: 1

Viktoria Plzeň: 2015
- Campionato italiano di Serie B: 1

Brescia: 2018-2019